# Heinz Schneiter
Heinz Schneiter (Thun, 12 aprile 1935 – 6 luglio 2017) è stato un calciatore svizzero, di ruolo difensore.

## Palmarès

### Giocatore

#### Competizioni nazionali
- Campionato svizzero: 5

Young Boys: 1956-1957, 1957-1958, 1958-1959, 1959-1960
Losanna: 1964-1965
- Coppa Svizzera: 2

Young Boys: 1957-1958
Losanna: 1963-1964